# ویلیام چالمرز
ویلیام چالمرز (انگلیسی: William Chalmers; ۳ آوریل ۱۹۰۱ – تاریخ ورودی نامعتبر است) بازیکن فوتبال، و سرمربی (فوتبال) اهل بریتانیا بود.
از باشگاه‌هایی که در آن بازی کرده‌است می‌توان به باشگاه فوتبال ترانمره راورز و باشگاه فوتبال لیورپول اشاره کرد.